# Flintoconis gozmanyi
Flintoconis gozmanyi är en insektsart som beskrevs av György Sziráki 2007. Flintoconis gozmanyi ingår i släktet Flintoconis och familjen vaxsländor. Inga underarter finns listade i Catalogue of Life.